# Harpactea dufouri
Harpactea dufouri là một loài nhện trong họ Dysderidae.
Loài này thuộc chi Harpactea. Harpactea dufouri được Tord Tamerlan Teodor Thorell miêu tả năm 1873.